# Трубецький Олексій Микитович
Олексі́й Мики́тович Трубецьки́й  (Трубчевський) (р. н. невід., ~1600 — †1680) — московський державний і військовий діяч, дипломат, князь (із 1645).
У 1646—62 очолював прикази — Сибірський, Казанського палацу та Полкових справ. У березні 1654 брав участь у переговорах з гетьманським урядом про умови укладення українсько-московського військово-політичного союзу. Під час московсько-польської війни 1654—57 і 1654—55 очолював південне угруповання московських військ, вів воєнні дії з польською армією у районі Луцька.
У 1656 брав участь у захопленні Юр'єва під час московсько-шведської війни. У 1659—60 командував московськими військами, що діяли в Україні. У червні 1659 очолювана Трубецьким і Григорієм Ромодановським московська армія була розгромлена українськими військами під командуванням гетьмана Івана Виговського у Конотопській битві 1659. У жовтні 1659 Трубецький оточив своїми військами козацьку раду в Переяславі і примусив новообраного гетьмана Юрія Хмельницького підписати Переяславські статті 1659.
Хрещений батько Петра І.